# 콜트 파이선
콜트 파이선(Colt Python)은 .357 매그넘 구경의 탄약을 사용하는 콜트사의 리볼버 권총이다. 콜트 제조회사가 제조하였다. 컴뱃 매그넘(Combat Magnum)으로 부르기도 한다. 1955년 처음 도입되었으나 현재는 개발이 중단되었다. 이 콜트 파이썬은 프리미엄 리볼버 시장을 대상으로 하였다.
콜트 파이선은 여러 가지 트림을 가지고 있었다. 은닉용 2.5인치, 희귀모델 3인치, 스탠다드 모델인 4인치, 경기용인 6인치, 그 밖에 8인치 같은 기형적인 모델도 선보였었다.
콜트 사의 창립자인 새뮤얼 콜트는 더블액션 방식이 명중률을 떨어트리고, 조잡한 디자인이라고 생각하여 그가 살아있을 적엔 콜트 사에선 더블액션 리볼버를 전혀 만들지 않았다.
하지만 그의 사후 m1877을 필두로 콜트 사는 여러 더블액션 리볼버를 선보이기 시작했고, 그 중에서도 ‘콜트 오피서즈 매치’라는 리볼버가 뛰어난 정확도로 인해 경기용으로 자주 쓰였다.
그러나 콜트 오피서즈 매치는 .38 스페셜 따위의 비교적 약한 탄만 쓰는데 비해 라이벌인 S&W사에서 출시한 모델 27은 당시 새롭고 강력했던 총탄 .357 매그넘을 소화할 수 있었다. 
이에 콜트의 애호가들 사이엔 .357 탄을 쓰는 리볼버가 나왔으면 하는 바램이 불기 시작했고, 결국 콜트의 거물 총판이었던 빌 헨리가 경쟁사 리볼버들보다 정확하면서도 강력한 새 경기용 리볼버를 만들어달라고 부탁하며 덧붙여 성능만 따라온다면 제아무리 비싸봤자 팔 수 있을것이라고 장담까지 하였다.
콜트 사는 그의 부탁에 자사 최고의 장인인 애덜버트 군터를 투입하여 3년간의 개발 이후 마침내 파이선을 완성하게 된다. 파이선은 출시되자마자 특유의 외형과 엄청난 정확도로 폭풍적인 인기를 몰고 왔다. 대부분의 평론가들이 ‘역사상 가장 훌륭한 양산형 리볼버’라고 입을모아 평가하였고, 많은 후발주자들이 파이선의 외형을 따라하는 결과를 낳았다.
그러나 파이선은 빌 헨리가 말했듯 사실상 ‘명품’을 전제로 제작된 물건이니만큼 대량생산이 불가능했다. 부품 하나하나를 애덜버트와 조수들이 직접 조절해야 했었다. 그러나 수요는 폭발적으로 증가하고 있었고, 콜트 사는 이를 가만두지 않고 무리하게 장인 양성을 강행하였다. 이는 결국 파이선의 품질 악화를 초래하였고 특히 월남전 당시의 파이선은 품질이 떨어지는 것으로 유명했다.
이처럼 제작에 공을 들이지 않게 되자 파이선의 외형도 점차 변화하기 시작했는데, 처음엔 목재그립이었던 것이 고무, 플라스틱 따위의 저가 그립으로 바뀌었으며 초기의 로열 블루 피니시는 온데간데없고 니켈 도금이나 심지어는 가공도 안된채로 나온 파이선도 존재하였다. 게다가 1970년대엔 더욱 강력한 .44 매그넘 탄이 개발되며 파이슨의 인기는 점차 하락세를 걷게 되었다. 결국 수많은 민수용 총기 소송에 시달리던 콜트 사는 2003년에 단종을 결정하였다.

## 같이 보기
- 콜트 아나콘다
- 콜트 킹 코브라